# Thomas Dalgaard
Thomas Dalgaard (Nykøbing Mors, 13 april 1984) is een Deens voormalig voetballer die bij voorkeur als aanvaller speelde. Dalgaard speelde het grootste gedeelte van zijn spelersloopbaan in eigen land en kwam in het seizoen 2014/15 in Nederland uit voor sc Heerenveen. 

## Carrière
Dalgaard brak door bij Skive IK en speelde bij Randers FC in de Superligaen. Na een mislukt avontuur eind 2008 in Turkije, keerde hij terug bij Skive in de 1. division. Van begin 2012 tot medio 2014 speelde hij op dat niveau voor Viborg FF. Dalgaard  tekende in juli 2014 een driejarig contract bij sc Heerenveen, dat circa €700.000,- voor hem betaalde aan Viborg FF.. Dat verhuurde hem op 2 februari 2015 voor een half jaar aan Odense BK. Na zijn terugkeer ontbond Heerenveen zijn eigenlijk nog tot 2017 doorlopende contract.
Dalgaard tekende in juli 2015 een contract tot medio 2017 bij SønderjyskE, de nummer tien van de Superligaen in het voorgaande seizoen. In de zomer van 2016 ging hij naar Vendsyssel FF. In het seizoen 2017/18 speelde Dalgaard voor Skive IK en in 2018 ging hij naar Silkeborg KFUM. Na een periode bij VSK Aarhus keerde Dalgaard in september 2020 terug bij Skive IK, de ploeg waar hij in 2005 zijn doorbraak in het profvoetbal beleefde. Op 14 mei 2021 bevestigde Skive dat Dalgaard de club zou verlaten en aan het einde van het seizoen met pensioen zou gaan.